# Caleb Stanko
Caleb James Stanko (* 26. Juli 1993 in Holly, Michigan) ist ein US-amerikanischer Fußballspieler. Der defensive Mittelfeldspieler und einmalige A-Nationalspieler steht in der griechischen Super League beim PAS Lamia unter Vertrag.

## Karriere

### Vereine
Stanko wechselte 2011 vom Vardar Soccer Club in die Jugend des SC Freiburg. Mit der U19 gewann er dort 2012 den DFB-Pokal der Junioren. Zur Saison 2012/13 rückte er in die zweite Mannschaft der Breisgauer in der Regionalliga Südwest auf. Ab der Spielzeit 2013/14 war er zudem Teil des Kaders der ersten Mannschaft. Am 22. November 2015 kam er beim 4:1-Heimsieg gegen den SC Paderborn 07 erstmals für diese in der 2. Bundesliga zum Einsatz, nachdem er in der 79. Minute für Amir Abrashi eingewechselt worden war. Seinen ersten Einsatz in der Startelf hatte er bei der 1:2-Auswärtsniederlage gegen den 1. FC Nürnberg am 13. Dezember 2015. Insgesamt kam er in der Saison fünfmal zum Einsatz und schaffte mit der Mannschaft als Zweitligameister den Aufstieg in die Bundesliga. Zur Saison 2016/17 wurde Stanko für ein Jahr an den Liechtensteiner Verein FC Vaduz ausgeliehen, mit dem er in der Schweizer Super League antrat. Mit dem Verein gewann er 2017 den Liechtensteiner Cup. Nach seiner Rückkehr nach Freiburg konnte er sich dort jedoch nicht durchsetzen und kam lediglich in sechs Bundesliga-Spielen zum Einsatz.
Daraufhin kehrte Stanko im Januar 2019 in die USA zurück und schloss sich dem neuen MLS-Franchise FC Cincinnati an, für den er drei Jahre lang aktiv war.
Im Januar 2022 wechselte er zum griechischen Erstligisten PAS Ioannina, bei dem er sich als Stammspieler durchsetzen konnte. Ein halbes Jahr später zog er weiter zum Ligakonkurrenten Asteras Tripolis, den er nach einem halben Jahr im Januar 2023 jedoch ebenfalls verließ, um sich dem PAS Lamia anzuschließen.

### Nationalmannschaft
Stanko nahm im Februar 2013 mit der US-amerikanischen U20-Nationalmannschaft an der CONCACAF U20-Meisterschaft in Mexiko teil. Er kam zu drei Einsätzen und belegte mit der Mannschaft nach einer Finalniederlage gegen den Gastgeber den zweiten Platz. Im Juni 2013 spielte Stanko bei der U20-Weltmeisterschaft in der Türkei und kam im Laufe des Turniers zweimal zum Einsatz. Er scheiterte mit der Mannschaft als Gruppenletzter in der Vorrunde. Insgesamt bestritt er acht Spiele für die U20-Auswahl.
Am 22. Mai 2016 wurde Stanko zum ersten Mal für die A-Nationalmannschaft der Vereinigten Staaten nominiert und debütierte am 6. September 2016 beim 4:0-Sieg im WM-Qualifikationsspiel gegen Trinidad und Tobago.

## Erfolge
SC Freiburg
- Aufstieg in die Bundesliga als Meister der 2. Bundesliga: 2016
- DFB-Pokalsieger der Junioren: 2012

FC Vaduz
- Liechtensteiner Cupsieger: 2017

Nationalmannschaft
- CONCACAF Vize-U20-Meister: 2013